# Syneilesis
Syneilesis es un género de plantas fanerógamas perteneciente a la familia de las asteráceas.  Comprende 15 especies descritas y de estas, solo 6 aceptadas.

## Taxonomía
El género fue descrito por  Carl Johann Maximowicz y publicado en Mémoires Presentes a l'Académie Impériale des Sciences de St.-Pétersbourg par Divers Savans et lus dans ses Assemblées 165, pl. 7, f. 8–18. 1859.

## Especies aceptadas
A continuación se brinda un listado de las especies del género Syneilesis aceptadas hasta agosto de 2012, ordenadas alfabéticamente. Para cada una se indica el nombre binomial seguido del autor, abreviado según las convenciones y usos.
- Syneilesis aconitifolia (Bunge) Maxim.
- Syneilesis australis Ling
- Syneilesis intermedia (Hayata) Kitam.
- Syneilesis palmata (Thunb.) Maxim.
- Syneilesis subglabrata (Yamam. & Sasaki) Kitam.
- Syneilesis tagawae (Kitam.) Kitam.